# Amaxia reticulata
Amaxia reticulata is een beervlinder uit de familie van de spinneruilen (Erebidae). De wetenschappelijke naam van de soort werd voor het eerst geldig gepubliceerd in 1909 door Lionel Walter Rothschild.